# Adri van Beelen
Adri van Beelen (Leiden, 6 juli 1959) is een Nederlandse (medisch) journalist, acteur, presentator en auteur. Hij was eerst verpleegkundige en specialiseerde zich in de psychiatrie, maar in 1989 maakte hij de overstap naar de journalistiek.
Adri (Adrianus Jacobus) van Beelen schreef onder meer voor het Leidsch Dagblad, Verpleegkunde Nieuws, FlashBack, Bijzijn en Mednet. Maakt(e) ook radio- en tv-programma's voor de Vereniging Lokale Omroep Katwijk (VLOK).
Van Beelen schreef enkele boeken, maar werkte ook mee aan een aantal boeken, waaronder Een nationaal wereldboek, 100 jaar Pyttersen's Nederlandse Almanak en Dansen aan zee over de Ziekte van Huntington. Een aantal van zijn verhalen zijn verschenen in het literaire tijdschrift De Brakke Hond.

## Acteur en presentator
In 2000 maakte hij samen met Ruud Minnee en Richard van Delft het satirische televisieprogramma Kustgangers voor SBS6.  Vanwege zijn kennis van Katwijk was hij in 2000 co-presentator van Henny Stoel en Maartje van Weegen bij de NOS tijdens het bezoek van Koningin Beatrix aan Katwijk op Koninginnedag. 
Maakte verder een historisch tv-programma bij de VLOK waarvoor hij in 2005 genomineerd werd bij de OLON (Organisatie van Lokale Omroepen in Nederland) en acteerde, presenteerde en bedacht programma's voor VLOK/RTV Katwijk, waaronder Katwijk Centrael samen met voornamelijk Ruud Minnee, een humoristisch programma met plaatselijk "nieuws" in een Katteks jasje. Ook acteerde Van Beelen een aantal jaar bij Mimiek's Theater in Valkenburg (Katwijk).

## Prijzen
- 2010: Eerste prijs in de verhalenwedstrijd van de Stichting Orgelstad Leiden
- 2007: Tweede prijs schrijfwedstrijd Piet Paaltjens
- 2007: Twan Breewel Bokaal (1e prijs) in de Grote Flapteksten Wedstrijd
- 1995: Eervolle vermelding bij de Heemschut Persprijs
- 1994: Mr. C.A. Bos prijs voor beste artikel over Katwijk